# ブリーラム県

ブリーラム県
จังหวัดบุรีรัมย์

- この項目は英語版を元に作成されています。

ブリーラム県（ブリーラムけん、タイ語: จังหวัดบุรีรัมย์ ）はタイ･東北部の県（チャンワット）の一つ。サケーオ県、ナコーンラーチャシーマー県、コーンケン県、マハーサーラカーム県、スリン県と接し、カンボジアとの国境を有する。

## 地理
ブリーラム県はコーラート台地に位置。南にはドンレック山脈が広がり、カンボジアとの国境を有している。また県内には死火山が分布している。

## 歴史
ブリーラムは他のイーサーン南部同様にクメール王朝時代にクメール人の移住があった。現在でもパノムルン遺跡にその痕跡を見ることが出来る。

## 県章

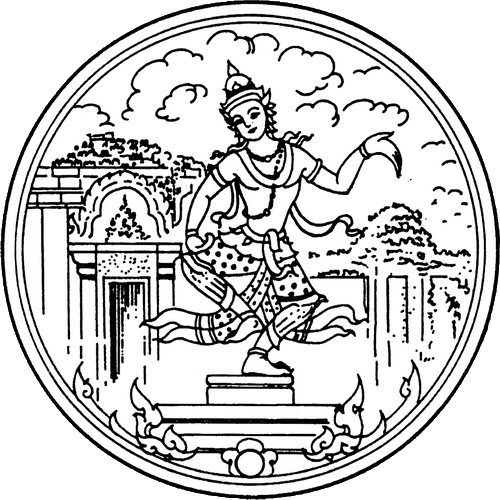
県章

|  | 県章はパノムルン遺跡がデザインされている。この遺跡は9世紀頃に建設され、12世紀頃アユタヤ王朝の台頭によって放棄されたものである。 県花は Cochlospermum regium、県木はウマセンナ（Cassia grandis）。 |

## スポーツ
- ブリーラム・ユナイテッドFC- ブリーラムを本拠地とする、タイ・プレミアリーグに所属するサッカークラブ。ホームスタジアムは、ニュー・アイモバイル・スタジアム（サンダー・キャッスル・スタジアム）。
- チャーン・インターナショナルサーキット - 2014年にオープンしたサーキット。ニュー・アイモバイル・スタジアムの裏手に立地する。杮落としとして2014年のSUPER GT第7戦が開催された。

## 行政区分
ブリーラム県は23の郡（アムプー）に分かれ、その下位に189の町（タムボン）、2,212の村（ムーバーン）がある。
| 1. ムアンブリーラム郡 2. クームアン郡 3. クラサン郡 4. ナーンローン郡 5. ノーンキー郡 6. ラハーンサーイ郡 7. プラコーンチャイ郡 8. バーンクルワット郡 9. プッタイソン郡 10. ラムプライマッ郡 11. サトゥック郡 12. パカム郡 | 1. ナーポー郡 2. ノーンホン郡 3. プラッププラーチャイ郡 4. フワイラート郡 5. ノーンスワン郡 6. チャムニ郡 7. バーンマイチャイヤッポット郡 8. ノーンディンデーン郡 9. バーンダーン郡 10. ケーンドン郡 11. チャルームプラキアット郡 | ブリーラム県の郡 |